# 20 janvier 1996
Le samedi 20 janvier 1996 est le 20e jour de l'année 1996.

## Naissances
- Bonke Innocent, footballeur nigérian
- Dzmitry Nabokau, athlète biélorusse
- Ese Brume, athlète de saut en longueur nigériane
- Fatou Diagne, joueuse sénégalaise de basket-ball
- Matthew Whitley, joueur de rugby à XIII anglais
- Sebastiano Bianchetti, athlète italien
- Simone Forte, athlète italien

## Décès
- Alice Acheson (née le 12 août 1895), peintre et graveuse américaine
- Gerry Mulligan (né le 6 avril 1927), saxophoniste baryton et soprano, compositeur et arrangeur américain
- Jef Mermans (né le 16 février 1922), footballeur belge
- Lo Wei (né le 12 décembre 1918), acteur, producteur, réalisateur et scénariste

## Événements
- Élections générales palestiniennes de 1996 : Yasser Arafat est élu
- Découverte de l'astéroïde (37702) 1996 BB9
- Publication du single Have You Ever Been Mellow du groupe Party Animals
- Début de la diffusion de la série télévisée américaine The Lazarus Man
- Début du tournoi des Cinq Nations 1996